# Arseni Comamala López-Del Pan
Arseni Comamala López del Pan (Barcelona, ca.1891 - ?) fou un futbolista de les dècades de 1900 i 1910 i odontòleg català.

## Trajectòria
Fou fill d'Alfons Comamala i Ucar, natural de Sant Joan de les Abadesses, i de Maria de la Concepció López del Pan i Garro. El seu germà gran, Carles Comamala i López del Pan (1889-1983), havia nascut a Madrid l'any 1889 i la seva germana Anna (1890-1973) havia nascut a Girona l'any 1890.
Va jugar al FC Barcelona entre 1903 i 1911, disputant 22 partits oficials i 54 amistosos. L'any 1911 va haver de marxar a Madrid, on jugà al Reial Madrid. Retornà a Barcelona l'any següent i jugà a clubs com l'Universitary SC i el Casual SC. Acabà la seva carrera futbolística novament al Madrid, la temporada 1913-14.
Els seus germans Carles i Áureo també foren futbolistes.
Es va casar l'any 1918 amb Montserrat Valls i Martí, filla de Josep Maria Valls i Vicens, copropietari de la Banca Fills de Magí Valls. Arseni i Montserrat van ser pares de Víctor i de Romà Comamala i Valls. Montserrat Valls estava emparentada també amb el músic compositor Manuel Valls i Gorina (1920-1984) i amb el pintor Xavier Valls i Subirà (1923-2006), cosins dels seus fills Comamala i Valls.

## Palmarès
- Campionat de Catalunya de futbol:
  - 1909-10, 1910-11
- Copa espanyola:
  - 1909-10
- Copa dels Pirineus:
  - 1910, 1911